# Divine Right (comics)
Divine Right est une série de comics créée par Jim Lee (scénario et dessin) et Scott Williams (encrage). Elle était publiée aux États-Unis par le label Wildstorm des éditions Image Comics. Elle raconte les aventures de Max Faraday qui doit protéger l'Équation de la création et empêcher l'Armageddon des Rath.

## Auteurs
- Scénario : Jim Lee, Scott Lobdell
- Dessin : Jim Lee, Carlos D'Anda

## Histoire
Divine Right est issu de l'univers Wildstorm et croise donc parfois d'autres personnages de différentes séries telle que John Lynch et Caitlin Fairchild (Gen13 et WildCATS). Jim Lee étant réputé pour son grand art graphique, le comics dispose donc d'une grande beauté et d'une apparence réaliste qui plait au lecteur.
L'histoire commence le jour où en surfant sur le net, Max Faraday découvre une formule secrète répondant au nom d'Equation de la Création, bien qu'au début il ne comprend pas de quoi il s'agit, la vérité lui apparait très rapidement, c'est une formule qui permet d'activer la Roue de la Création, objet d'origine inconnue qui permettrait de réaliser l'Apocalypse, il va donc devoir protéger cette fameuse équation des Rath, race de créature visant la destruction du monde. Il va être aidé par des entités mystérieuses, les déchus, son ami, Devan Lawless, sa sœur, Jenny, et enfin, une agent de International Operation, Christie Blaze, tout cela dans le but de protéger le monde et de détruire les Rath.

## Personnages
- Max Faraday : Héros de cette aventure, le jeune Max est étudiant en physique dans l'université de San Diego, ayant très peu d'ami et un faible succès auprès de la gent féminine, Max était un adolescent normal jusqu'au jour où en surfant sur le net il découvrit l'Équation de la Création, depuis il doit la combattre les Rath et la Coda. Avec l'aide de Exotica, il a appris à manipuler l'énergie ce qui lui permet d'envoyer des rayons, d'activer des charges magiques, de lire dans le passé, de voir les illusions, etc.

- Christie Blaze : Agent de International Operation et ancienne compagne de John Lynch (Gen13), c'est elle qui vole l'Équation de la création au Rath, mais elle l'enverra par erreur à Max Faraday. Elle a failli faire partie de Team 7 mais fut refusé par sexisme, après cela elle a infiltrer la Coda, une organisation lié au Rath afin de surveiller Dominique Faust qui était en train de créer Black Art, une organisation entre les Rath et la Coda. Elle va être une sorte de tutrice pour Max, lui expliquant quel est son rôle et ce qu'il doit faire pour protéger l'Équation de la Création.

- Jenny Faraday : Sœur de Max, réserviste de l'armée, elle est également très belle et a un caractère bien trempé. Depuis la mort de ses parents elle joue le rôle de chef de famille pour son frère. Elle va l'aider à protéger l'Équation de la Création. Elle flirte avec Devan Lawless.

- Devan Lawless : Ami de Max, il est fou amoureux de Jenny Faraday et arrivera à la séduire. Il est diplômé d'informatique et ne va pas hésiter à aider Max contre les Rath.

- Tobruk : Leader des Déchus, c'est une bande de guerrier qui croit être des anges déchus mais qui sont en réalité des entités créer par la Roue de la Création.

- Brande : Membre des Déchus, on peut le considérer comme la force brute de l'équipe qui obéit toujours à son chef.

- Exotica : Seule membre féminin des Déchus, elle est capable de manipuler l'énergie tout comme Max. Elle sera son mentor.

- Lazarus : Cardinal renégat et chef suprême des Rath, il vise l'Armageddon via la Roue de la Création et l'Équation de la Création.

- Acheron : Frère de Brande, il est un des seigneurs des Rath.

- Cassandra : Membre de la Coda, elle tue le professeur Senreich et surveillera Christie Blaze quand elle serra dans la Coda, elle se bat pour protéger les secrets de la Coda et du Black Art.

- Providence : Membre haut-placé de la Coda, elle veut supprimer Max Faraday.

- Professeur Senreich : Très grand intellectuel, il est celui qui va arriver à décoder la Roue de La Création et une partie de l'Équation de la Création.

## Publication
- États-Unis : Divine Right: The Adventures of Max Faraday #1-12 (Wildstorm, 1997-2000)
- France : Divine Right n°1-7 (Semic, 1998-2000)